# ロホリンの定理
数学の一分野である 4次元の位相幾何学（トポロジー)において、ロホリンの定理とは滑らかでコンパクトな 4次元多様体 M がスピン構造を持つならば(同値だが、第2スティーフェル・ホイットニー類 w2(M) = 0 であれば)、多様体の交叉形式の符号(signature)、第2コホモロジー群の二次形式 H2(M)は、16 で割り切れるという定理である。この定理は、1952年にヴラディミール・ロホリン(Vladimir Rokhlin)が証明した。

## 例
- M 上の交叉形式

{\displaystyle Q_{M}:H^{2}(M,\mathbb {Z} )\times H^{2}(M,\mathbb {Z} )\rightarrow \mathbb {Z} }
は、ポアンカレ双対により、{\displaystyle \mathbb {Z} } 上のユニモジュラー(unimodular)（な双線型形式）で、w2(M) が 0 となることは交叉形式が偶数であることを意味する。チャヒット・アルフ(Cahit Arf)の定理により、任意の偶のユニモジュラー格子は、8 で割り切れる符号を持つので、ロホリンの定理は符号が割り切れるためにひとつの余剰因子をもつことを余儀なくされる。
- K3曲面は、コンパクトな 4-次元で w2(M) が 0 であるので、符号は −16 であるので、16 はロホリンの定理では最良の正の数である。
- フリードマン(Freedman)のE8多様体（英語版）(E8 manifold)は、w2(M) が 0 であり、交叉形式 E8 が符号 8 の多様体である単連結でコンパクトな位相多様体(topological manifold)である。ロホリンの定理は、この多様体が滑らかな構造（英語版）(smooth structure)を持たないことを意味する。この多様体は、ロホリンの定理が（滑らかであるという多様体以外の）位相多様体に適用できないことを示している。
- 多様体 M が単連結であれば（あるいは、より一般的に、第一ホモロジー群が 2-torsionを持たなければ）、w2(M) は偶である交叉形式を持つことに同値である。このことは一般には正しくなく、エンリケス曲面はコンパクトで滑らかな 4次元多様体であり、符号が 8 の（16 では割れない）偶な交叉形式 II1,9 を持つが、しかし、クラス w2(M) は 0 ではなく、第二コホモロジー群の捩れ元により表現される。

## 証明
ロホリンの定理は、3-球面の安定ホモトピー群(stable homotopy group of spheres) πS3 が位数 24 の巡回群であるという事実から導くことができる。これがロホリンの元々の証明方法である。
ロホリンの定理はアティヤ＝シンガーの指数定理から導くこともできる。Â 種数とロホリンの定理を参照。
Kirby (1989) では、幾何学的証明が与えられている。

## ロホリン不変量
ロホリンの定理は、滑らかなスピン多様体の符号は 16 で割り切れるという定理であるので、ロホリン不変量(Rokhlin invariant)の定義は次のようになる。
3-次元多様体 {\displaystyle M} とその上のスピン構造 {\displaystyle s} に対して、{\displaystyle \mathbb {Z} /16\mathbb {Z} } の中のロホリン不変量 {\displaystyle \mu (M,s)} は、スピン境界 {\displaystyle (M,s)} を持つ滑らかなコンパクトなスピン多様体の符号として定義される。
N が 3次元スピン多様体であれば、4次元スピン多様体 M の境界である。M の符号が 8 で割れるので、ロホリンの定理を容易に応用して、mod 16 の値が N に依存し M の選択には依存しないことを示すことができる。ホモロジー 3-球面は、ただひとつスピン構造を持つので、ホモロジー 3-球面のロホリン不変量を、M をホモロジー球面を境界とするスピン 4次元多様体としたときの Z/2Z の符号 (M)/8 であると定義することができる。
例えば、ポアンカレホモロジー球面(Poincaré homology sphere)は、交叉形式 E8 を持つ 4次元スピン多様体の境界であるので、ロホリン不変量は 1 である。この結果は、いくつかの基本的結果を持っている。ポアンカレホモロジー球面は滑らかな {\displaystyle S^{4}} への埋め込みを持たなく、メイザー多様体(Mazur manifold)の境界となる。
さらに一般的に、N が 3次元スピン多様体であれば（例えば、任意の Z/2Z ホモロジー球面）、N を境界とする任意の 4次元スピン多様体 M は、mod 16 でうまく定義できて、N のロホリン不変量と呼ばれる。位相 3次元多様体 N 上では一般ロホリン不変量(generalized Rokhlin invariant)は、定義域が N 上のスピン構造であり、s を N 上のスピン構造としてペア {\displaystyle (N,s)} のロホリン不変量として値を取る函数である。
M のロホリン不変量は、キャッソン不変量の mod 2 の半分の値に等しい。キャッソン不変量は、整数係数ホモとジー 3-球面のロホリン不変量の Z に値を持つリフトであるとみることもできる。

## 一般化
ケルベア・ミルナーの定理(Kervaire–Milnor theorem) (Kervaire & Milnor 1960) は、Σ が滑らかでコンパクトな 4次元多様体 M の特性球面であれば、
signature(M) = Σ.Σ mod 16
であるという定理である。特性球面は、ホモロジークラスがスティーフェル・ホイットニー類 w2(M) を表現するような埋め込まれた 2-球である。w2(M) が 0 であれば、Σ を任意の小さな球としてとることができ、自己交叉数が 0 であるので、このことはロホリンの定理から従う。
フリードマン・カービーの定理(Freedman–Kirby theorem) (Freedman & Kirby 1978) は Σ が滑らかでコンパクトな 4次元多様体 M の特性曲面であれば、
signature(M) = Σ.Σ + 8Arf(M,Σ) mod 16
であるという定理である。ここに Arf(M,Σ) は H1(Σ, Z/2Z) 上のある二次系式のアルフ不変量(Arf invariant)である。アルフ不変量は、Σ が球面であれば、ケルベア・ミルナーの定理の特別な場合となる。
フリードマン・カービーの定理の（滑らかな多様体以外の）位相多様体への一般化は、
signature(M) = Σ.Σ + 8Arf(M,Σ) + 8ks(M) mod 16,
となる。ここに ks(M) は M のカービー・ジーベンマン不変量である。M が滑らかであれば、M のカービー・ジーベンマン不変量は 0 である。
アルマン・ボレル(Armand Borel)とフリードリッヒ・ヒルツェブルフ(Friedrich Hirzebruch)は、次の定理を証明した。X を滑らかでコンパクトな次元が 4 で割れるようなスピン多様体であれば、Â 種数(Â genus)は整数であり、X の次元が 4 mod 8 であれば偶数である。このことはアティヤ＝シンガーの指数定理から導き出すことができる。マイケル・アティヤ(Michael Atiyah)とイサドール・シンガー(Isadore Singer)は、Â 種数がアティヤ・シンガー作用素の指数であり、常に整数であり、次元が 4 mod 8 のときは偶数であるを示した。4-次元多様体に対しヒルツェブルフの符号定理は、符号は −8 に Â 種数をかけた値であるので、アティヤ＝シンガーの指数定理は、4次元の場合はロホリンの定理を含んでいる。
Ochanine (1980) は X がコンパクトな向き付け可能な滑らかでコンパクトな次元 4 mod 8 の多様体であれば、不当は 16 で割り切れることを証明した。